# Olivier Rochus
Olivier Rochus (Namen, 18 januari 1981) is een Belgisch ex-tennisser en padeller.

## Levensloop
Hij is de jongere broer van ex-tennisser Christophe Rochus. Tijdens zijn jeugd dubbelde hij met Roger Federer. In 2004 slaagde hij er, samen met Xavier Malisse, onverwacht het dubbelspel van Roland Garros te winnen. Net als zijn broer Christophe hoort Olivier bij de kleinere tennisspelers. Met zijn 1,68 m is hij een van de kleinste spelers op de ATP-ranglijst en is hij de kleinste speler ooit om een ATP-toernooi te winnen. Zijn hoogst behaalde plaats op de ATP-ranking was de 24e plaats (op 17 oktober 2005).
Daarnaast is hij actief in het padel. In 2016 maakte hij deel uit van de Belgische selectie die deelnam aan het wereldkampioenschap in het Portugese Cascais.

## Carrière

### 1998
Olivier Rochus en Roger Federer versloegen Michaël Llodra en Andy Ram in de finale, 6–4, 6–4 van het Wimbledon Championships. 

### 2000
Rochus beleeft zijn grote doorbraak in 2000. Mede door zijn eerste tornooiwinst op de ATP-toernooi van Palermo) eindigt hij het jaar voor het eerst als hoogst gerangschikte Belg. Hij won dit jaar ook het Challenger tornooi in Oostende.

### 2001
Rochus wint de Challenger in Bolton (GBR).

### 2002
Het hoogtepunt van het jaar is de finaleplaats in het ATP tornooi in Kopenhagen.

### 2003
Opnieuw een finaleplaats in ATP Kopenhagen.

### 2004
Rochus wint samen met Xavier Malisse het dubbelspel op Roland Garros tegen het Franse duo Llodra/Santoro. Op de US Open bereikt hij de 4e ronde na winst tegen o.a. Moyà (toenmalig nr. 4 van de wereld). Maar in de 4e ronde gaf hij een 2-0-voorsprong nog weg tegen Dominik Hrbatý.

### 2005
Hij bereikte de finale in Auckland (Nieuw-Zeeland), op de Australian Open geraakte hij tot de 1/8e finales. Op Roland Garros eindigde hij in de 2e ronde. Eind 2005 won hij nog het toernooi in Bergen.

### 2006
Op 7 mei won Rochus zijn tweede ATP-toernooi. In München versloeg hij in een volledig Belgische finale Kristof Vliegen met 6-4 6-2. Hij speelt dat jaar ook een halve finale en 4 kwartfinales op de ATP Tour en hij won de Challenger van Orleans.

### 2007
Grandslam Australian Open
- 1ste ronde: Olivier Rochus - Chris Guiccione: 3-6, 7-5, 7-5, 6-7, 9-7
- 2de ronde: Olivier Rochus - Sébastien Grosjean (28): 6-4, 1-6, 3-6, 6-4, 4-6

Olivier eindigde in de top 75 van de wereldranglijst voor het 6de opeenvolgende jaar.

### 2008
Na een jaar vol blessureleed en slechts één kwartfinale (ATP Zagreb) valt Olivier uit de mondiale Top 100. In oktober wordt hij geopereerd aan de schouder, waardoor hij de start van het volgende seizoen zal missen.

### 2009
Na zijn schouderblessure nam Rochus deel aan de Challenger Tour. Rochus behaalde een overwinning in Manchester en finaleplaatsen in Zagreb en Cordenons. Ook op het hoogste niveau (ATP Tour) scoort Rochus met een halve finale in Newport en een finaleplaats in Stockholm. Deze resultaten resulteren opnieuw in een Top 75 rangschikking aan het einde van het jaar.

### 2010
In de eerste helft van 2010 boekte Rochus enkele overwinningen. Rochus kon in Miami Novak Đoković in drie sets verslaan. Djokovic stond toen op nummer 2. In Nice was Rochus te sterk voor Roland Garros finalist Robin Söderling. In Newport speelde Rochus de 8ste ATP finale uit zijn carrière, maar werd hij verslagen door Mardy Fish.

### 2011
Rochus begon zijn seizoen met deelname aan een aantal challengertoernooien. In maart won hij het challengertoernooi van Guadeloupe. In de finale versloeg hij Stephane Robert. Na de tweede ronde bereikt te hebben op Wimbledon, haalde hij twee weken later de finale van het ATP-toernooi van Newport. In de finale was John Isner sterker. In oktober haalde hij voor de derde keer een finale van een toernooi. Op het challengertoernooi van Rennes moest hij zijn meerdere erkennen in de Fransman Julien Benneteau.

## Palmares
Rochus won in zijn carrière twee ATP-toernooien, in 2000 in Palermo en in 2006 in München. Hij bereikte verder ook twee keer in Kopenhagen de finale van ATP-toernooien aldaar. De grootste prestatie is de dubbeltitel op het Grand Slam-toernooi van Roland Garros in 2004.
Rochus won ook 7 challengertornooien: Oostende (2000), Bolton (2001), Bergen (2005), Orléans (2006 en 2007), Manchester (2008) en Guadeloupe (2011).
| Legenda                       | Legenda               |
| ----------------------------- | --------------------- |
| Grand Slam                    |                       |
| Olympische Spelen             |                       |
| tot 2009                      | vanaf 2009            |
| Tennis Masters Cup            | ATP Finals            |
| ATP Masters Series            | ATP Tour Masters 1000 |
| ATP International Series Gold | ATP Tour 500          |
| ATP International Series      | ATP Tour 250          |

### Enkelspel
| Nr.              | Datum             | Toernooi       | Ondergrond | Tegenstander in finale | Score         | Details |
| ---------------- | ----------------- | -------------- | ---------- | ---------------------- | ------------- | ------- |
| Gewonnen finales |                   |                |            |                        |               |         |
| 1.               | 25 september 2000 | ATP Palermo    | Gravel     | Diego Nargiso          | 7-6(14), 6-1  | Details |
| 2.               | 1 mei 2006        | ATP München    | Gravel     | Kristof Vliegen        | 6-4, 6-2      | Details |
| Verloren finales |                   |                |            |                        |               |         |
| 1.               | 11 februari 2002  | ATP Kopenhagen | Tapijt     | Lars Burgsmüller       | 3–6, 3–6      | Details |
| 2.               | 3 maart 2003      | ATP Kopenhagen | Tapijt     | Karol Kučera           | 6-7(4), 4-6   | Details |
| 3.               | 15 januari 2005   | ATP Auckland   | Hard       | Fernando González      | 4-6, 2-6      | Details |
| 4.               | 24 september 2007 | ATP Mumbai     | Hard       | Richard Gasquet        | 3-6, 4-6      | Details |
| 5.               | 25 oktober 2009   | ATP Stockholm  | Tapijt     | Marcos Baghdatis       | 1-6, 5-7      | Details |
| 6.               | 11 juli 2010      | ATP Newport    | Gras       | Mardy Fish             | 7-5, 3-6, 4-6 | Details |
| 7.               | 10 juli 2011      | ATP Newport    | Gras       | John Isner             | 3-6, 6-7(6)   | Details |
| 8.               | 14 januari 2012   | ATP Auckland   | Hardcourt  | David Ferrer           | 3-6, 4-6      | Details |

### Dubbelspel
| Nr.                          | Datum           | Toernooi      | Ondergrond | Partner           | Tegenstanders in finale          | Score            | Details |
| ---------------------------- | --------------- | ------------- | ---------- | ----------------- | -------------------------------- | ---------------- | ------- |
| Gewonnen finales herendubbel |                 |               |            |                   |                                  |                  |         |
| 1.                           | 5 juni 2004     | Roland Garros | Hardcourt  | Xavier Malisse    | Michaël Llodra Fabrice Santoro   | 7-5, 7-5         | Details |
| 2.                           | 8 januari 2005  | ATP Adelaide  | Hardcourt  | Xavier Malisse    | Simon Aspelin Todd Perry         | 7-6(5), 6-4      | Details |
| Verloren finales herendubbel |                 |               |            |                   |                                  |                  |         |
| 1.                           | 31 juli 2005    | ATP Kitzbühel | Hardcourt  | Christophe Rochus | Leoš Friedl Andrei Pavel         | 2-6, 7-6(5), 0-6 | Details |
| 2.                           | 8 januari 2006  | ATP Doha      | Hardcourt  | Christophe Rochus | Jonas Björkman Maks Mirni        | 6-2, 3-6, [8-10] | Details |
| 3.                           | 15 oktober 2006 | ATP Stockholm | Hardcourt  | Kristof Vliegen   | Paul Hanley Kevin Ullyett        | 6-7(2), 4-6      | Details |
| 4.                           | 31 juli 2008    | ATP Kitzbühel | Hardcourt  | Christophe Rochus | James Cerretani Victor Hănescu   | 6-3, 7-5         | Details |
| 5.                           | 7 februari 2010 | ATP Zagreb    | Hardcourt  | Arnaud Clément    | Jürgen Melzer Philipp Petzschner | 6-3, 3-6, [8-10] | Details |

## Prestatietabel
| Legenda | Legenda                          |
| ------- | -------------------------------- |
| g.t.    | geen toernooi gehouden           |
| l.c.    | lagere categorie                 |
| –       | niet deelgenomen                 |
| G       | uitgeschakeld in de groepsfase   |
| 1R      | uitgeschakeld in de eerste ronde |
| 2R      | uitgeschakeld in de tweede ronde |
| 3R      | uitgeschakeld in de derde ronde  |
| 4R      | uitgeschakeld in de vierde ronde |
| KF      | uitgeschakeld in de kwartfinale  |
| HF      | uitgeschakeld in de halve finale |
| F       | de finale verloren               |
| W       | het toernooi gewonnen            |
| w-v     | winst/verlies-balans             |

### Prestatietabel grand slam, enkelspel
| Toernooi        | 2000 | 2001 | 2002 | 2003 | 2004 | 2005 | 2006 | 2007 | 2008 | 2009 | 2010 | 2011 | 2012 | 2013 |
| --------------- | ---- | ---- | ---- | ---- | ---- | ---- | ---- | ---- | ---- | ---- | ---- | ---- | ---- | ---- |
| Australian Open | –    | 1R   | 1R   | 2R   | 1R   | 4R   | 2R   | 2R   | 1R   | –    | 1R   | –    | 2R   | 1R   |
| Roland Garros   | –    | 3R   | 2R   | 1R   | 1R   | 2R   | 3R   | 1R   | 1R   | –    | 2R   | 1R   | 1R   | –    |
| Wimbledon       | 3R   | 2R   | 3R   | 4R   | 1R   | 2R   | 3R   | 1R   | 2R   | –    | 1R   | 2R   | 1R   | 1R   |
| US Open         | 1R   | 1R   | 1R   | 1R   | 4R   | 3R   | 3R   | 1R   | 1R   | 2R   | 1R   | 1R   | 1R   | –    |

### Prestatietabel grand slam, dubbelspel
| Toernooi        | 2003 | 2004 | 2005 | 2006 | 2007 | 2008 | 2009 | 2010 | 2011 | 2012 | 2013 |
| --------------- | ---- | ---- | ---- | ---- | ---- | ---- | ---- | ---- | ---- | ---- | ---- |
| Australian Open | 1R   | 2R   | 2R   | 2R   | 2R   | 1R   | –    | –    | –    | 2R   | 1R   |
| Roland Garros   | 1R   | W    | 3R   | 3R   | 3R   | KF   | –    | 1R   | 1R   | 1R   | –    |
| Wimbledon       | –    | 2R   | 3R   | 2R   | 2R   | –    | –    | 1R   | –    | 3R   | –    |
| US Open         | 2R   | 1R   | 1R   | 3R   | 1R   | 1R   | 3R   | 1R   | 1R   | –    | –    |